# Mohamed Reda el-Aaraby
Mohamed Reda el-Aaraby (arabisch محمد رضى الاعرابي; * 12. November 1989 in Ouezzane) ist ein marokkanischer Leichtathlet, der sich auf den Langstreckenlauf spezialisiert hat.

## Sportliche Laufbahn
Erste internationale Erfahrungen sammelte Mohamed Reda el-Aaraby beim Casablanca-Halbmarathon 2015, bei dem er nach 1:04:01 h auf den zweiten Platz gelangte. Im Jahr darauf siegte er beim La Rochelle-Halbmarathon in 1:04:59 h und wurde beim Vannes Semi Marathon Int. D'Auray mit 1:04:40 h Dritter. 2017 wurde er Dritter beim Marrakesch-Halbmarathon und Zweiter beim Casablanca-Halbmarathon. Im 10.000-Meter-Lauf gewann er bei den Spielen der Frankophonie in Abidjan in 29:42,12 min die Bronzemedaille hinter seinen Landsleuten Soufiane Bouqantar und Jamal Hitrane. Beim Daegu-Marathon gelangte er mit 2:09:50 h auf den dritten Platz und qualifizierte sich damit für die Weltmeisterschaften in London, bei denen er mit 2:17:50 h auf Rang 30 gelangte. Im Jahr darauf wurde er beim Marrakesch-Halbmarathon Zweiter und siegte bei den Mittelmeerspielen in Tarragona in 1:04:03 h. Im November siegte er beim Beirut-Marathon in 2:10:41 h. 2019 gewann er bei den Afrikaspielen in Rabat in 1:02:44 h hinter dem Kenianer Titus Ekiru Silber. Anschließend konnte er bei den Weltmeisterschaften in Doha seinen Lauf im Marathon nicht beenden, siegte daraufhin aber bei den Militärweltspielen in Wuhan in 28:44,55 min über 10.000 Meter. Bei den Marathonläufen in Hefei und Osaka wurde er jeweils Zweiter. 2020 siegte er beim Semi Marathon International de Marrakech in 1:01:25 h und wurde bei den Halbmarathon-Weltmeisterschaften in Gdynia mit neuer Bestleistung von 1:00:17 h 13. Im Jahr darauf startete er im Marathon bei den Olympischen Spielen in Tokio und gelangte dort nach 2:12:22 h auf Rang elf. Im November wurde er beim New York City-Marathon in 2:09:06 h Zweiter.
2022 siegte er in 59:54 min bei den Meta:Time:Trials und gelangte bei den Weltmeisterschaften in Eugene mit 2:10:33 h auf Rang 21. Im Jahr darauf wurde er bei den Weltmeisterschaften in Budapest nach 2:13:55 h 25. und gelangte dann bei den Straßenlauf-Weltmeisterschaften in Riga nach 1:01:03 h auf Rang 14 im Halbmarathon.
2021 wurde el-Aaraby marokkanischer Meister im 10.000-Meter-Lauf.

## Persönliche Bestleistungen
- 10.000 Meter: 28:44,25 min, 23. Oktober 2019 in Wuhan
- Halbmarathon: 59:54 min, 24. April 2022 in Málaga
- Marathon: 2:06:55 h, 3. April 2022 in Paris